# WTA German Open 1981
ПТА German Open 1981 — жіночий тенісний турнір, що проходив на відкритих кортах з ґрунтовим покриттям Rot-Weiss Tennis Club у Берліні (Західна Німеччина). Належав до турнірів 3-ї категорії Toyota Series в рамках Туру WTA 1981. Відбувсь удванадцяте і тривав з 18 до 24 травня 1981 року. Восьма сіяна Регіна Маршикова здобула титул в одиночному розряді й отримала за це 20 тис. доларів США.

## Фінальна частина

### Одиночний розряд
Регіна Маршикова —  Іванна Мадруга 6–2, 6–1
- Для Маршикової це був 1-й титул за рік і 17-й — за кар'єру.

### Парний розряд
Розалін Феербенк /  Таня Гартфорд —  Сью Баркер /  Рената Томанова 6–3, 6–4

## Розподіл призових грошей
| Дисципліна       | П       | F       | ПФ     | ЧФ     | 1/8    | 1/16 | 1/32 |
| Одиночний розряд | $20,000 | $10,000 | $4,800 | $2,050 | $1,000 | $550 | $250 |